# Anatolij Budjak
Anatolij Wolodymyrowytsch Budjak (ukrainisch Анатолій Володимирович Будяк, englische Transkription Anatoliy Budyak; * 29. September 1995 in Winnyzja) ist ein ukrainischer Radrennfahrer.

## Sportlicher Werdegang
Nach dem Wechsel in die U23 wurde Budjak zur Saison 2014 Mitglied im ISD-Jorbi Continental Team. Bei der Volta a Portugal do Futuro 2015 belegte er den zweiten Platz in der Gesamtwertung und gewann die Berg- und Nachwuchswertung. Nach der Tour de l’Avenir 2015 wurde Budjak positiv auf Mesocarb getestet und wegen Dopings bis zum 27. Februar 2017 gesperrt.
Nach seiner Rückkehr wechselte er zur Saison 2018 zum Lviv Cycling Team und ein Jahr später zu Wibatech Merx 7R. 2019 erzielte er seinen ersten Sieg mit dem Gewinn einer Etappe der Tour of Małopolska, 2020 gewann er zwei Rennen in der Türkei.
2021 fuhr Budjak für das türkische UCI Continental Team Spor Toto Cycling. Mit vier Erfolgen auf der UCI Europe Tour und dem Gewinn der Gesamtwertung der Tour of Mevlana hatte er dort seine bisher erfolgreichste Saison. Budjak nahm an den Olympischen Sommerspielen in Tokio teil und belegte im Straßenrennen den 56. Platz; 2024 in Paris kam er auf Platz 66.
Zur Saison 2022 wurde Budjak Mitglied im malaysischen Continental Team Terengganu Polygon Cycling. Den ersten Erfolg für sein neues Team erzielte er auf der sechsten Etappe der Tour du Rwanda 2022. Ansonsten war er hauptsächlich im asiatischen Raum aktiv und gewann eine Reihe von Rennen in der Türkei.

## Erfolge
2015
- Bergwertung und Nachwuchswertung Volta a Portugal do Futuro

2019
- eine Etappe und Bergwertung Tour of Małopolska

2020
- Grand Prix World's Best High Altitude
- Grand Prix Develi

2021
- Grand Prix Kayseri
- eine Etappe und Prolog Tour of Małopolska
- Gesamtwertung und eine Etappe Tour of Mevlana

2022
- eine Etappe Tour du Rwanda
- Grand Prix Mediterrennean
- Grand Prix Gündoğmuş
- Grand Prix Kayseri

2023
- Grand Prix Kaisareia
- eine Etappe Tour of Iran

2025
 Ukrainischer Meister – Einzelzeitfahren